# Kythira
Kythira [ˈkʲiθira] (griechisch Κύθηρα (n. pl.); altgriechische Transkription Kythēra, mykenisch (Linearschrift B) Ku-te-ra, italienisch Cerigo) ist eine griechische Insel vor der Südostspitze der Peloponnes.
Die Insel, die zu den Ionischen Inseln gehört, kam mit diesen 1864 zu Griechenland und bildete von 1997 bis 2010 eine eigenständige Gemeinde; seit 2011 bildet sie zusammen mit der südlichen Nachbarinsel Andikythira die Gemeinde Kythira in der Region Attika.
Die tiefste Stelle des Mittelmeers, das 5110 m tiefe Calypsotief, befindet sich etwa 150 Kilometer westlich der Insel. Wegen der Kargheit des Landes sind zahlreiche Einwohner ausgewandert, vor allem nach Australien.

## Fauna
Die Herpetofauna von Kythira besteht aus folgenden Arten:
Amphibien
- Bufotes viridis
- Pelophylax kurtmuelleri

Schildkröten
- Testudo marginata
- Caretta caretta
- Mauremys rivulata

Geckos
- Mediodactylus kotschyi
- Hemidactylus turcicus

Eidechsen
- Lacerta trilineata
- Ablepharus kitaibelii

Skinke
- Ophiomorus punctatissimus

Schlangen
- Xerotyphlops vermicularis
- Hierophis gemonensis
- Natrix natrix persa
- Natrix tessellata
- Zamenis situla
- Telescopus fallax

## Geschichte

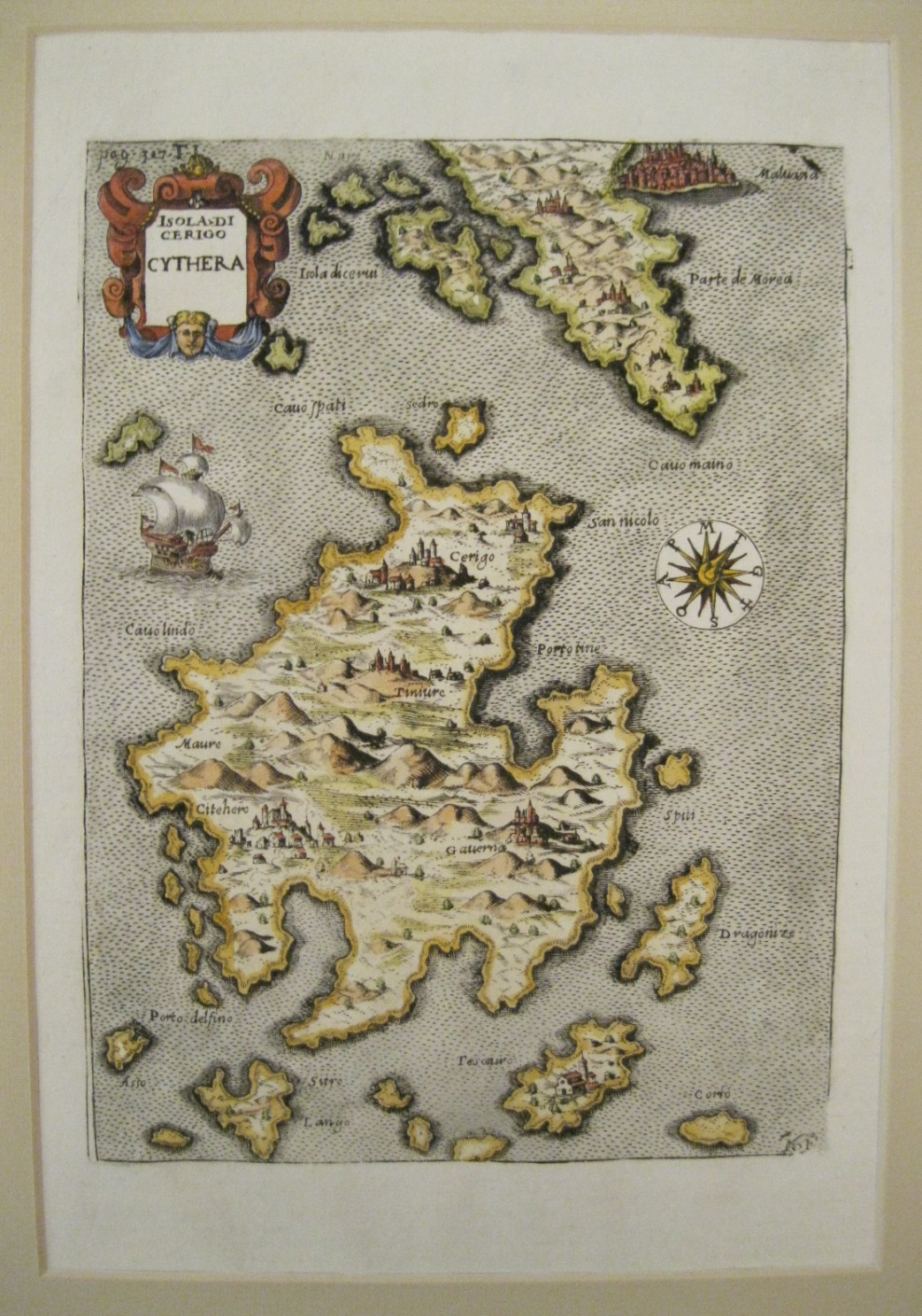
Karte des 16. Jahrhunderts
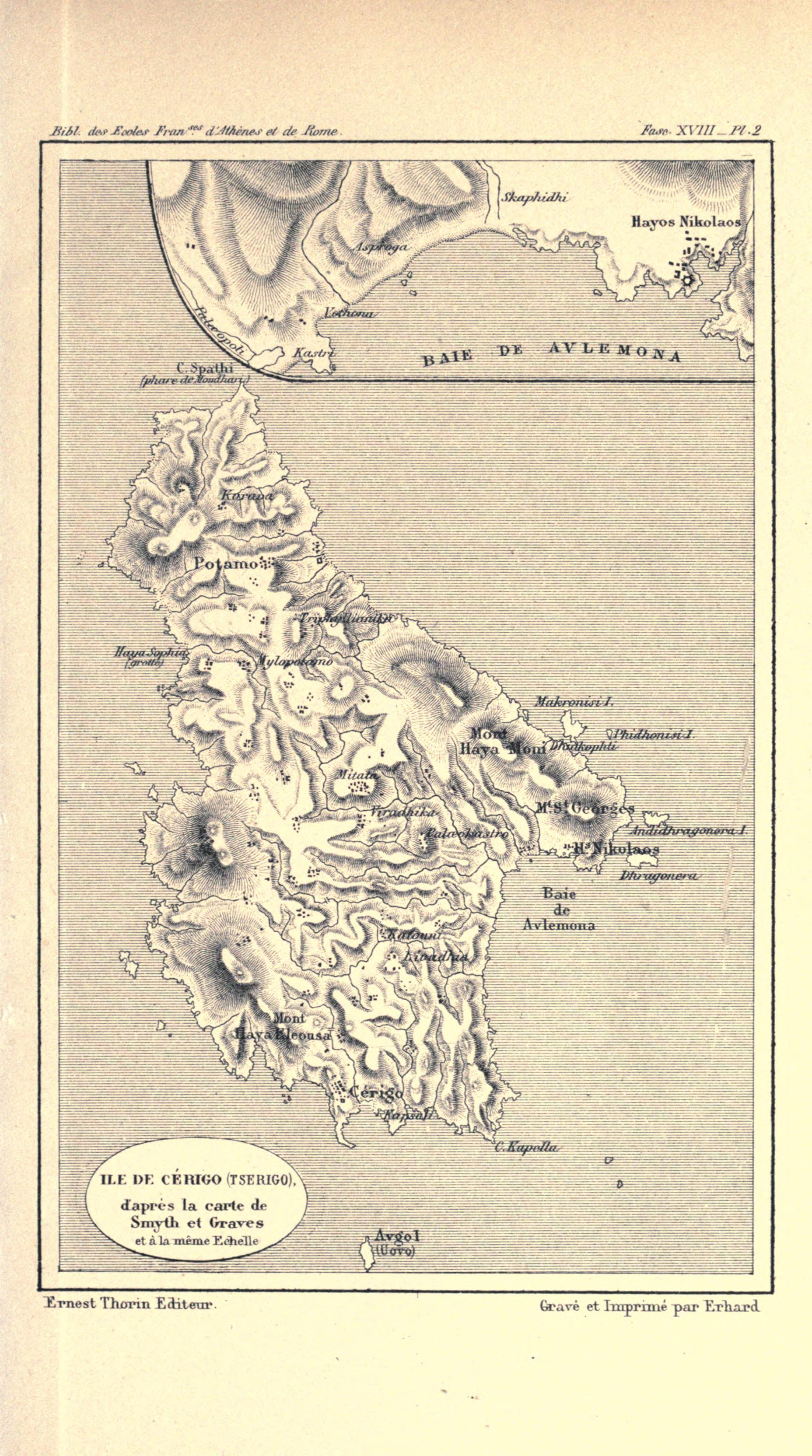
Karte von 1880
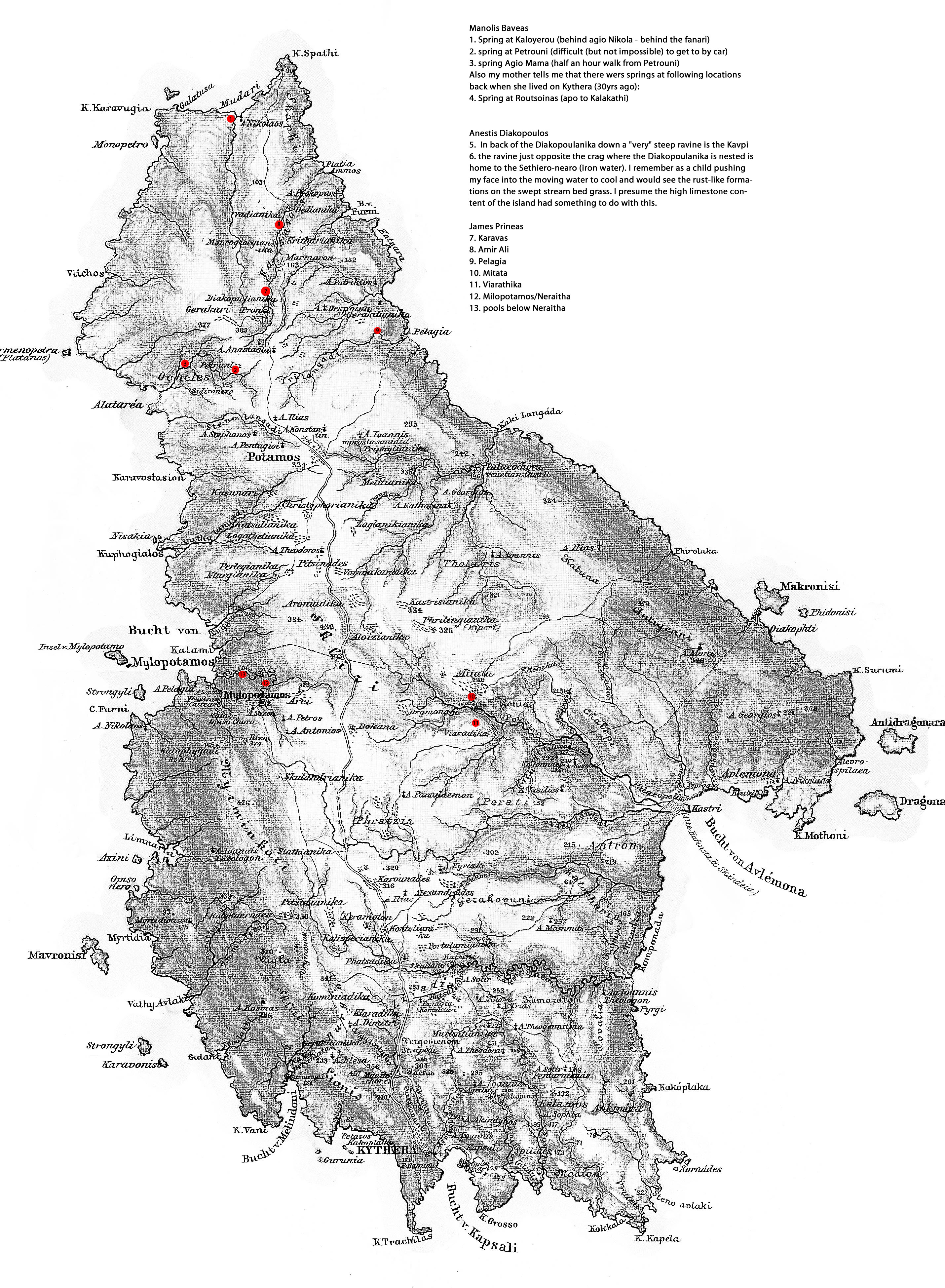
Karte (ca. 1900)

Der Sage nach soll ein Sohn des Phoinix namens Kytheros Kythera gegründet haben. 
Erste Siedlungsspuren stammen aus frühhelladischer Zeit (ca. 3000–2000 v. Chr.).
Herodot berichtet, Phönizier aus Askalon hätten auf der Insel die Verehrung der Aphrodite Urania eingeführt, wofür es allerdings keine archäologischen Belege gibt. Vielleicht war diese phönizische Aphrodite ursprünglich mit Astarte, Atiratu oder Derketo identisch.
Schon früh erlangte Kythera durch den Handel mit Purpur Bedeutung: Handelsbeziehungen mit Ägypten sind seit ca. 2450 v. Chr. belegt. In der Ortsnamenliste des Amenophis III. wird Kythera im 14. Jahrhundert v. Chr. mit dem Vermerk: „Kutira, zugehörig zu Tanaja/Danaja“ (= Peloponnes oder südliches Griechenland) erwähnt. Mit Mesopotamien bestanden seit ca. 1750 v. Chr. Verbindungen.
Homer nennt Kythera als selbständige Insel, später gehörte sie zu Argos, seit der Mitte des sechsten vorchristlichen Jahrhunderts zu Sparta. Die Insel war strategisch wichtig und wurde deshalb im Peloponnesischen Krieg stark umkämpft. Im Mittelalter, als Kythera von Venedig beherrscht wurde, entstand auf der antiken Akropolis die Stadt Paliochora, die in ihrer Blütezeit große Reichtümer anhäufen konnte. Obwohl ihre Festung uneinnehmbar zu sein schien, eroberte und zerstörte der osmanische Admiral Khair ad-Din Barbarossa 1537 die Stadt.
Nach dem Ende der venezianischen Herrschaft war Kythira Teil des französischen Départements Mer-Égée der Ionischen Inseln. Als der französische Seefahrer Louis Antoine de Bougainville Tahiti vom 6. bis 15. April 1768 für die Franzosen einnahm, nannte er die Insel Île de la Nouvelle Cythère (Neu-Kythira). Nach dem Ende der napoleonischen Herrschaft war die Insel Teil der Republik der Ionischen Inseln, die sich 1864 mit dem Königreich Griechenland vereinigte. Das Brockhauslexikon von 1911 gibt für 1896 eine Einwohnerzahl von 12306 an.
Im August 2000 strandete das Frachtschiff Nordland an der Ostküste der Insel. Teile des Buges sind noch immer sichtbar.

## Verkehr

### Flugplatz Kythira
Der Flugplatz Kythira, auch bekannt als Kithira Island National Airport "Alexandros Aristotelous Onassis" ( IATA: KIT, ICAO: LGKC), liegt 23 Kilometer nordöstlich von der Stadt Kythira entfernt und wurde 1971 eröffnet. Die asphaltierte Start- und Landebahn mit einer Ausrichtung von 02/20 ist 1.461 m lang und 30 m breit. Der Flugplatz liegt auf einer Höhe von 319 m (1.045 ft) über dem Meeresspiegel.

## Mythologie

Antoine Watteau: Einschiffung nach Kythera

In der griechischen Mythologie ist Kythera neben Zypern die Insel der Aphrodite. Die Liebesgöttin soll hier aus dem Meeresschaum geboren und an Land gestiegen sein.

## Rezeption

### Malerei
In seinen drei Gemälden Einschiffung nach Kythera hat Antoine Watteau Bezug auf den Kythera-Mythos genommen. Sie sind heute im Städel in Frankfurt am Main (um 1710), im Louvre (1717) und in den Staatlichen Museen Berlin (um 1719) zu sehen.

### Musik
Die französische Pop-Sängerin Nolwenn Leroy nimmt in ihrem Lied J'ai volé le lit de la mer, das auf ihrem 2012 erschienenen Album Ô Filles de l'eau veröffentlicht wurde, Bezug auf Kythira ("Cythère").